# Xã Kosciusko, Quận Day, South Dakota
Xã Kosciusko (tiếng Anh: Kosciusko Township) là một xã thuộc quận Day, tiểu bang Nam Dakota, Hoa Kỳ. Năm 2010, dân số của xã này là 167 người.